# کالووال متها
کالووال متها (به انگلیسی: Kaluwal Mittha) یک منطقهٔ مسکونی در پاکستان است که در ریناله خورد واقع شده‌است. کالووال متها ۲٬۳۰۰٬۲٬۷۰۰ نفر جمعیت دارد.